# Presidente de Estonia
El presidente de la República (en estonio: Vabariigi President) es el jefe de Estado de la República de Estonia. Dado que el país es una democracia parlamentaria, el presidente es principalmente un líder simbólico y no tiene un poder ejecutivo importante. Además, debe desvincularse de su afiliación a cualquier partido político durante su mandato.
El presidente actual es Alar Karis, cargo que ejerce desde el 11 de octubre de 2021.
Según la Constitución de Estonia de 1992, le atribuye al presidente las siguientes obligaciones:
- Representar a Estonia en las relaciones internacionales.
- Conferir rangos diplomáticos, nombrar y destituir a los representantes diplomáticos de Estonia, aceptar las credenciales de los representantes diplomáticos extranjeros acreditados en Estonia, firmar instrumentos de ratificación, etc.
- Promulgar leyes o devolverlas al Riigikogu para debatirlas de nuevo. Sin embargo, no puede vetar ninguna ley si es aprobada de nuevo en el Riigikogu.
- El presidente tiene el derecho de iniciar las enmiendas a la Constitución.
- Es el Comandante Supremo de la defensa nacional de Estonia, convoca y preside el Consejo de Defensa Nacional y confiere los rangos militares.

El presidente es el encargado de designar al primer ministro, no sin antes obtener el visto bueno del Parlamento.
El presidente es elegido por el Riigikogu para un mandato de cinco años; si no obtiene dos tercios de los votos pasadas tres rondas de votación, la responsabilidad de elegirlo pasa a una asamblea electoral (constituida por el Parlamento y miembros de los gobiernos locales), que ha de escoger entre los dos candidatos con mayor porcentaje de votos.
Cabe notar que un presidente no puede ser elegido para más de dos mandatos consecutivos.

## Historia
Estonia no tuvo presidente de 1918 a 1938 ya que  hasta 1934, el jefe de Estado era el Anciano de Estado (riigivanem), que también era el jefe de gobierno. En 1933 se modificó la constitución de Estonia, transformando al país de un estado parlamentario a uno presidencial. El jefe de Estado, según la nueva constitución, también se llamaría Anciano del Estado. Sin embargo, esta provisión nunca entró en vigor debido al golpe de Estado de Konstantin Päts en 1934. En 1938 se adoptó una tercera constitución, que llamaba al jefe de Estado Presidente y se le otorgaba un importante poder ejecutivo. Konstantin Päts fue la primera persona en ostentar este título: su mandato duró seis años, pero terminó poco después de que Estonia fuese ocupada por la Unión Soviética en 1940. Päts fue obligado a dimitir y más tarde sería detenido.
Durante el mandato soviético en Estonia, el jefe del gobierno en el exilio de la República de Estonia se llamaba formalmente "Primer ministro en funciones de Presidente".
Después de que Estonia recobrara la independencia, se adoptó una nueva constitución parlamentaria. Lennart Meri fue elegido en 1992 y reelegido en 1996, derrotando a Arnold Rüütel las dos veces. El mismo Rüütel pasó a ser el siguiente presidente en 2001. En 2006 y 2011, ganó las elecciones Toomas Hendrik Ilves. En 2016 Kersti Kaljulaid ganó las elecciones, siendo la primera mujer en ocupar este cargo en la historia de Estonia. En 2021, le sucedió Alar Karis.

## Presidentes de Estonia
| #                                                                                 | # | Nombre | Nombre               | Comienzo del mandato  | Fin del mandato       | Partido                  |
|                                                                                   | 1 |        | Konstantin Päts      | 24 de abril de 1938   | 23 de julio de 1940   | Isamaaliit               |
| Estonia es anexada a la Unión de Repúblicas Socialistas Soviéticas de 1940 a 1991 |   |        |                      |                       |                       |                          |
|                                                                                   | 2 |        | Lennart Meri         | 6 de octubre de 1992  | 8 de octubre de 2001  | Pro Patria               |
|                                                                                   | 3 |        | Arnold Rüütel        | 8 de octubre de 2001  | 9 de octubre de 2006  | Unión Popular de Estonia |
|                                                                                   | 4 |        | Toomas Hendrik Ilves | 9 de octubre de 2006  | 10 de octubre de 2016 | Partido Socialdemócrata  |
|                                                                                   | 5 |        | Kersti Kaljulaid     | 10 de octubre de 2016 | 11 de octubre de 2021 | Independiente            |
|                                                                                   | 6 |        | Alar Karis           | 11 de octubre de 2021 | Presente              | Independiente            |